# Анненгоф (Москва)
Анненгоф (Зимний и Летний Анненгофы) — дворцы, построенные для императрицы Анны Иоанновны в Москве в 1730—1731 годах. Зимний и Летний дворцы возводились по проектам архитектора Бартоломео Растрелли в Кремле и Лефортово. В 1736 году Зимний Анненгоф из Кремля был перенесён на Яузу.
В настоящее время на месте Летнего Анненгофа расположен Екатерининский дворец, а через территорию Зимнего Анненгофа проходит Красноказарменная улица. Дворцы дали название Анненгофской роще.

## История

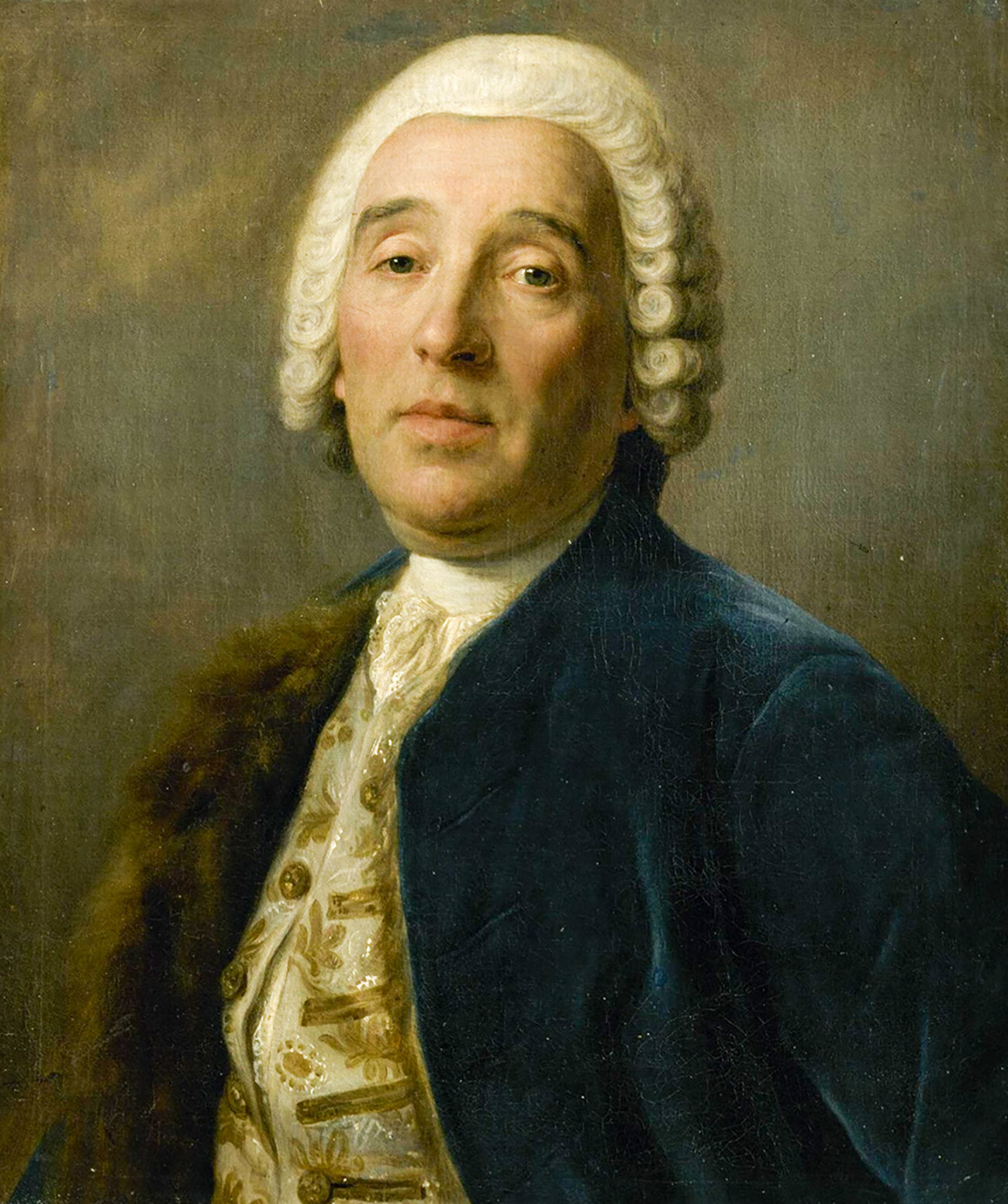
П. А. Ротари. Портрет архитектора Бартоломео Растрелли. До 1762. Холст, масло. Государственный Русский музей, Санкт-Петербург

### Зимний Анненгоф
Со времени правления Петра I в Москве было два парадных двора — в Кремле, где обычно проводили коронационные празднования, и в Лефортово, где располагались Головинский и Лефортовский дворцы. После своего вступления на престол, Анна Иоанновна дала распоряжение на строительство новых дворцов, которые в честь императирицы были названы Анненгофами. Возведение первого дворца — Зимнего Анненгофа — началось в марте 1730 году в Кремле «близ Цейхгауза». В октябре завершилось возведение жилой части, а в ноябре началась постройка Тронного зала. Окончание строительных работ может быть отнесено к январю 1731 года. Внешний облик новой кремлёвской постройки был похож на стиль Арсенала и выделялся на фоне более ранней архитектуры. Архитектор Бартоломео Растрелли, по чьему проекту возводился Зимний Анненгоф, писал:
Я построил в городе Москве, в царствование императрицы Анны, прежде вдовствующей герцогини Курляндской, Зимний дворец из дерева на каменном фундаменте. Это здание было расположено близ нового Арсенала, недалеко от Кремля. В этом здании был большой зал, украшенный несколькими колоннадами и скульптурой, а также парадные апартаменты.
По сведениям историка Ольги Евангуловой, дворец представлял собой основной корпус с парадной и жилой частями, и Тронный зал. Основной корпус — деревянное одноэтажное здание — состояло из 14 покоев императрицы, восьми покоев обер-камергера и помещений для приближённых. Парадным помещением дворца был Тронный зал, украшенный двумя изразцовыми печами и живописным плафоном работы Луи Каравака и Ивана Одольского. Согласно описи, зал освещался золочёными паникадилами и был декорирован деревянными статуями. В столовой и спальне были установлены камины с «плитками и зеркальным стеклом», а стены и потолки имели алебастровую подмазку. В 1736 году Кремлёвский Анненгоф был перенесён в Лефортово к уже отстроенной там летней резиденции императрицы. Зимний Анненгоф неоднократно перестраивался, сгорал и восстанавливался. Так, в 1741 году к коронации Елизаветы Петровны в Головинском саду был возведён новый деревянный зимний дворец архитекторами Алексеем Евлашёвым и Иваном Коробовым при участии Растрелли. Этот дворец был уничтожен пожаром в 1753 году, отстроен за шесть недель архитектором Дмитрием Ухтомским. Окончательно сгорел 31 декабря 1771 года.

### Летний Анненгоф

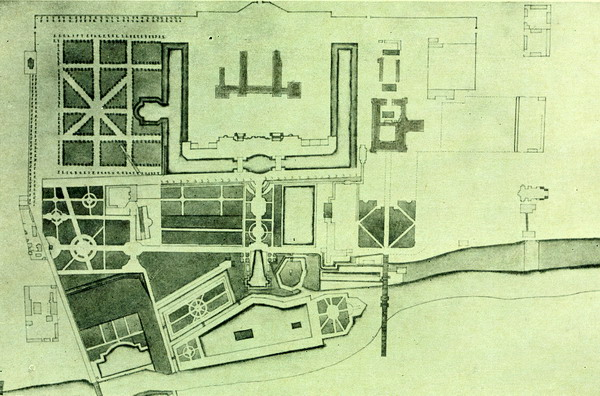
Генеральный план летней резиденции Анненгоф. 1748

С мая 1731 года бывший Головинский дворец и сад (владения сподвижника Петра I Фёдора Головина) служили летней резиденцией Анны Иоанновны и назывались Летним Анненгофом. На его территории по проекту Растрелли возвели новые деревянные строения в стиле барокко. В своих отчётах архитектор докладывал:
Я построил большой двухэтажный дворец из дерева, с каменными погребами, наименованный Анненгоф, фасад которого, обращенный в сторону города Москвы, имел более 100 туаз в длину, не считая галерей, выходивших во двор и имевших в длину более 60 туаз; вместе с этим большим зданием, там был сделан сад в сторону деревни, а также терраса напротив названного дворца, вся из тёсанного камня, с большим спуском, над которым был сделан цветочный партер, окруженный пятью бассейнами, с фонтанами, украшенный статуями и вазами — все в позолоте. Это большое сооружение состояло более чем из 400 комнат, помимо большого зала, и имело две парадные лестницы, также украшенные скульптурой, а в главных апартаментах плафоны были расписаны живописью. Это обширное строение было выполнено менее чем в четыре месяца, включая меблировку. Число рабочих всякого рода, которые были там заняты, превышало 8000 человек.
Сама императрица отмечала, что «Сии есть новопостроенные преславные палаты в преждебывшем Головинском саду при Яузе в Немецкой слободе, которые так изрядный проспект имеют, что оные другим, имеющимся в Европе таким же увеселительным дворам, ни в чём не уступят».
Новый этап строительства в Анненгофе пришёлся на 1731—1735 годы: тогда были созданы канал и партер перед главным фасадом дворца. В 1736—1740 годах шли работы по облагораживанию Верхнего сада, который впоследствии стал называться Анненгофской рощей. Создание рощи требовало большого количество посадочного материала: «10 000 дерев липняку стамбом, чтобы оные деревья были прямы, 5000 дерев клённику, 5000 дерев ильму, 50 000 дерев на гонг (крытую дорогу) и в рощи» Одновременно здесь производились фонтанные и канальные работы, периодически шёл ремонт зданий. Исследователи отмечают, что резиденция была устроена по принципам французского классицизма, и все элементы дворцово-паркового ансамбля были строго соподчинены. В центре парка высился белокаменный каскад с центральной статуей Геркулеса.
Как отмечают исследователи, к концу 1740-х облик сложившегося дворцово-паркового ансамбля заметно изменился с петровского периода. Увеселительный сад в бывших владениях Головина превратился в строго геометрическую парадную императорскую резиденцию. В состав Анненгофа входили: парадный въезд, главная аллея Верхнего сада (Анненгофской рощи), площадь с партерами перед западным фасадом, каскад и Большой канал. Центральная аллея заканчивалась обзорной площадкой с видом на пруды, перспективу замыкали берега Яузы.
Согласно сохранившимся документам, императорская резиденция находилась в ведении Интендантской конторы и ежегодно получала порядка 30 тысяч рублей. Смотрителем Анненгофского сада был назначен архитектор Пётр Гейден. Вскоре после смерти Анны Иоанновны деревянный дворец сгорел, и на его месте были устроены галерея с беседкой. Императрица Елизавета Петровна приказала отстроить неподалёку новый деревянный дворец, в котором 1 мая 1742 года был проведён пышный обед по случаю её коронации. При её правлении этот дворец вновь получил название Головинского. В 1741—1742 годы в Лефортове также строятся новые дворцы, церковь Воскресения, Иллюминационный театр, Оперный дом и Триумфальные ворота. Новый ансамбль, сформировавшийся при Елизавете Петровне, был результатом совместной работы архитекторов Растрелли и Михаил Земцова.